# Östra Eds kyrka

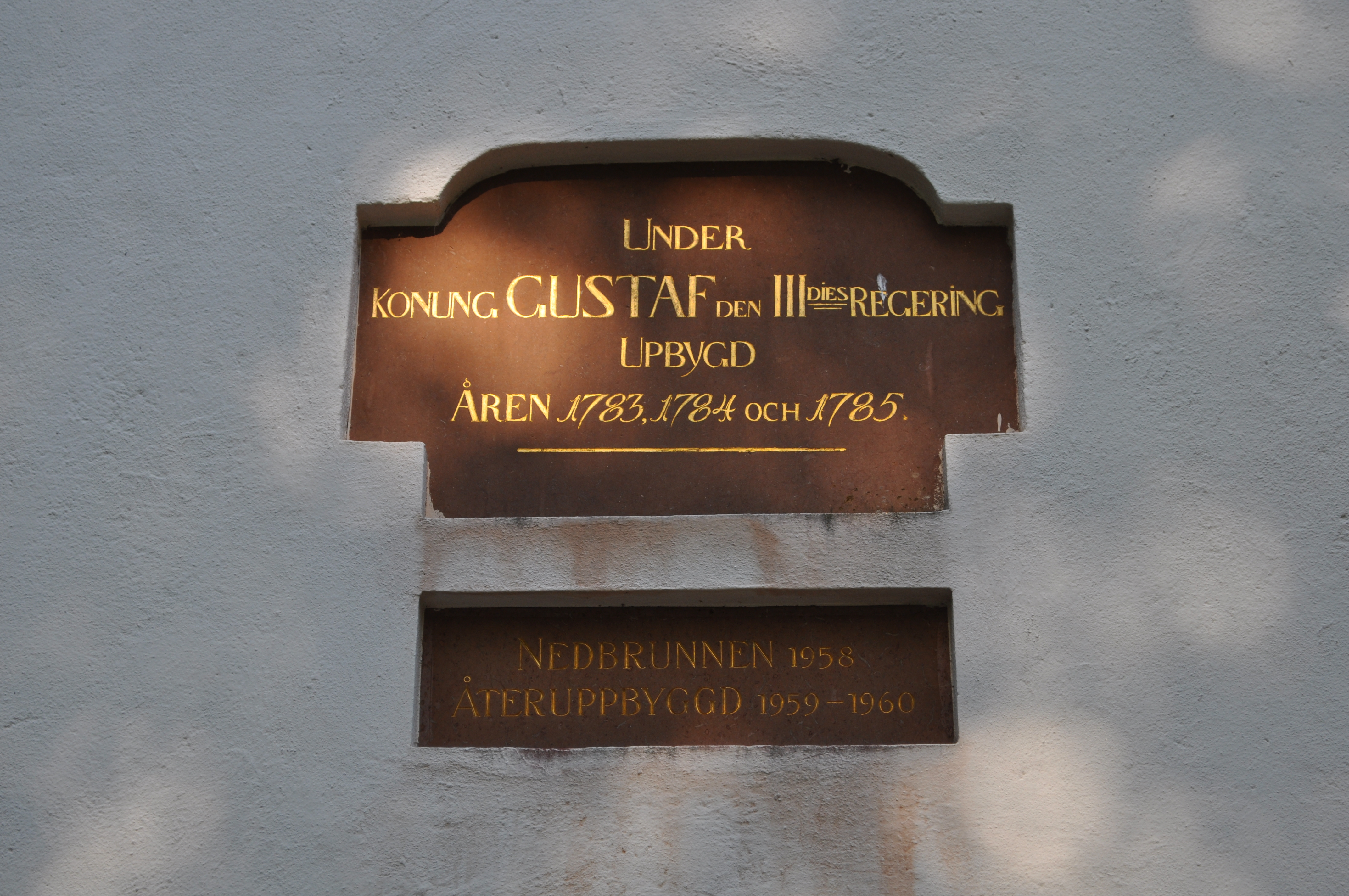
Inskription över kyrkporten till Östra Eds kyrka.

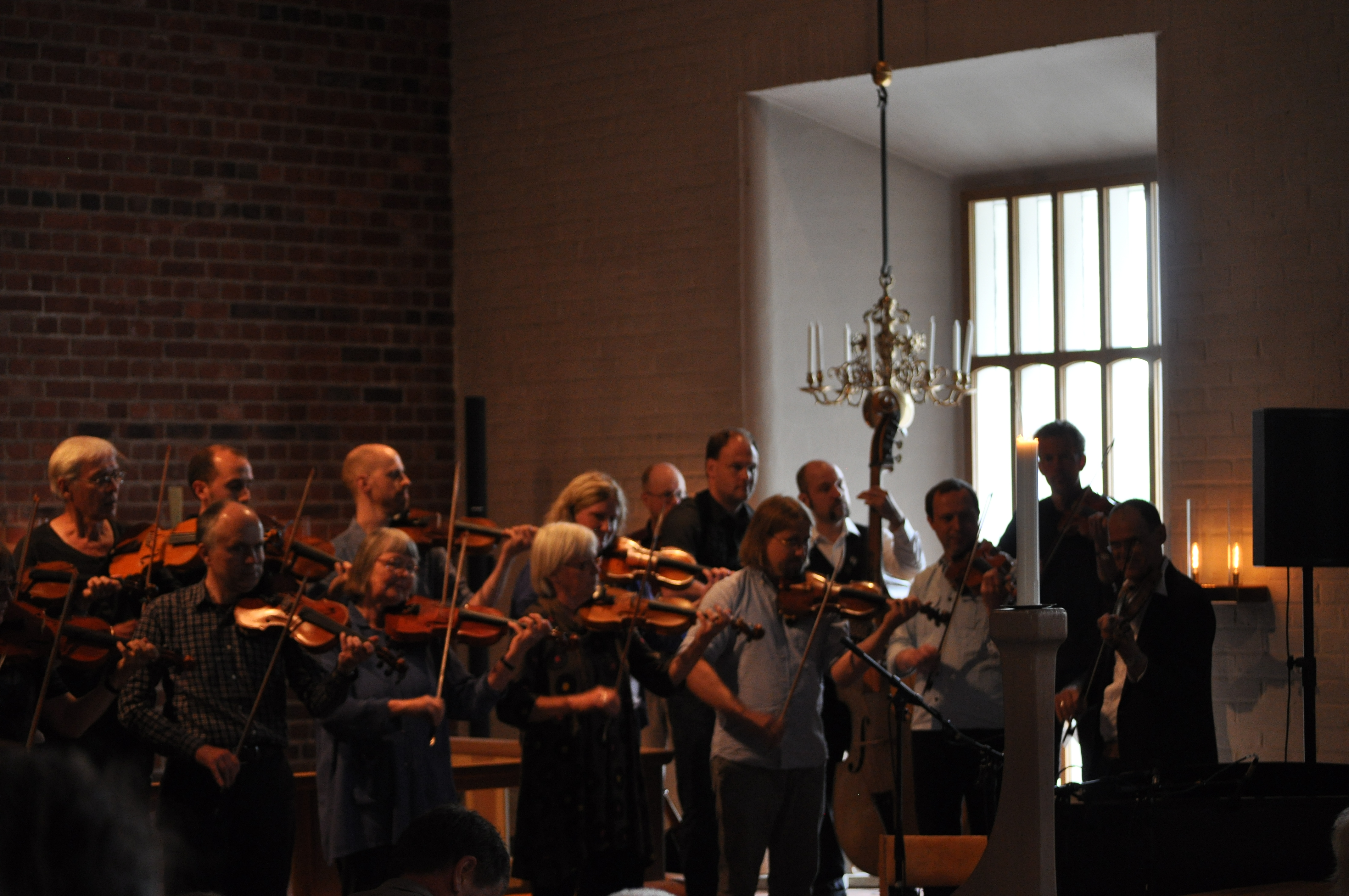
Allspel vid en konsert i Östra Eds kyrka.

Östra Eds kyrka är en kyrkobyggnad i Valdemarsviks församling i Linköpings stift och Valdemarsviks kommun. 

## Kyrkobyggnaden
Den gustavianska kyrkan började uppföras 1778 och invigdes 1785. Kyrkan ersatte ett tidigare kapell från 1600-talet. 3 maj 1958 drabbades kyrkan av en förödande brand, efter vilken bara murarna återstod. Dock hann man rädda många värdefulla inventarier. En restaurering genomfördes åren 1959-1960 efter ritningar av arkitekt Rolf Bergh. Man bestämde sig att bygga upp kyrkan med gamla murarna som grund, man har bibehållit de äldre murarna i det västra partiet. Ny tegelvägg i öster. Eftersom kyrkan inte behövde vara lika stor som förut valde man att göra den lite kortare. Kyrktornet gjordes något längre och smalare för att bättre passa in i omgivningen. Den 2 oktober 1960 återinvigdes kyrkan av biskop Ragnar Askmark.

## Inventarier
- Dopfunten av trä är tillverkad 1709 av Anders Månsson.
- Nuvarande predikstol är tillverkad 1959-1960 av konstnär Martin Holmgren.
- Kyrkans två klockor är tillverkade 1959-1960 av Bergholtz klockgjuteri i Sigtuna.

### Orgel
- 1789 bygger Pehr Schiörlin, Linköping en orgel med 10 stämmor.
- 1909 bygger Eskil Lundén, Göteborg en orgel med 12 stämmor fördelad på 2 manualer och pedal. Orgeln brann upp 1958.
- Nuvarande orgel kom på plats 1960 och är byggd av Mårtenssons orgelfabrik i Lund. Orgeln är mekanisk.

| Manual I      | Manual II     | Pedal        | Koppel |
| Gedackt 8’    | Gedackt 8’    | Subbas 16’   | I/P    |
| Principal 4’  | Gemshorn 4’   | Nachthorn 4’ | II/P   |
| Waldflöjt 2’  | Principal 42’ |              | II/I   |
| Mixtur 2-3 ch | Kvint 1 1/3'  |              |        |

## Bilder

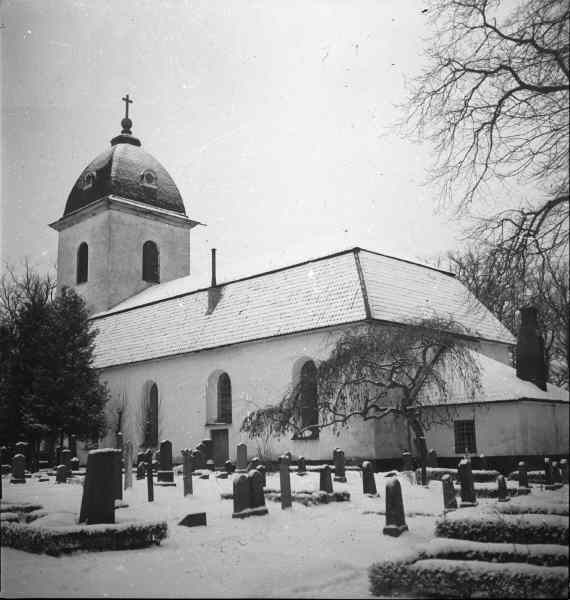
Kyrkan år 1935 mot sydost.
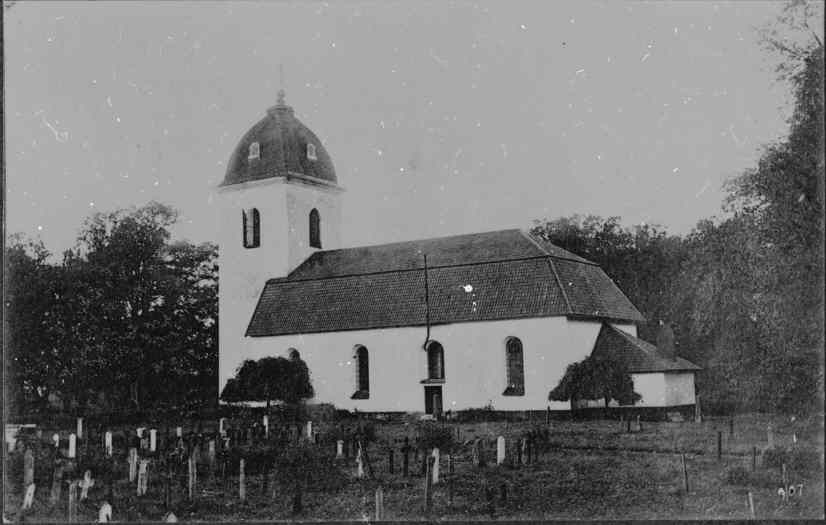
Kyrkan mot sydost, okänd tidpunkt.
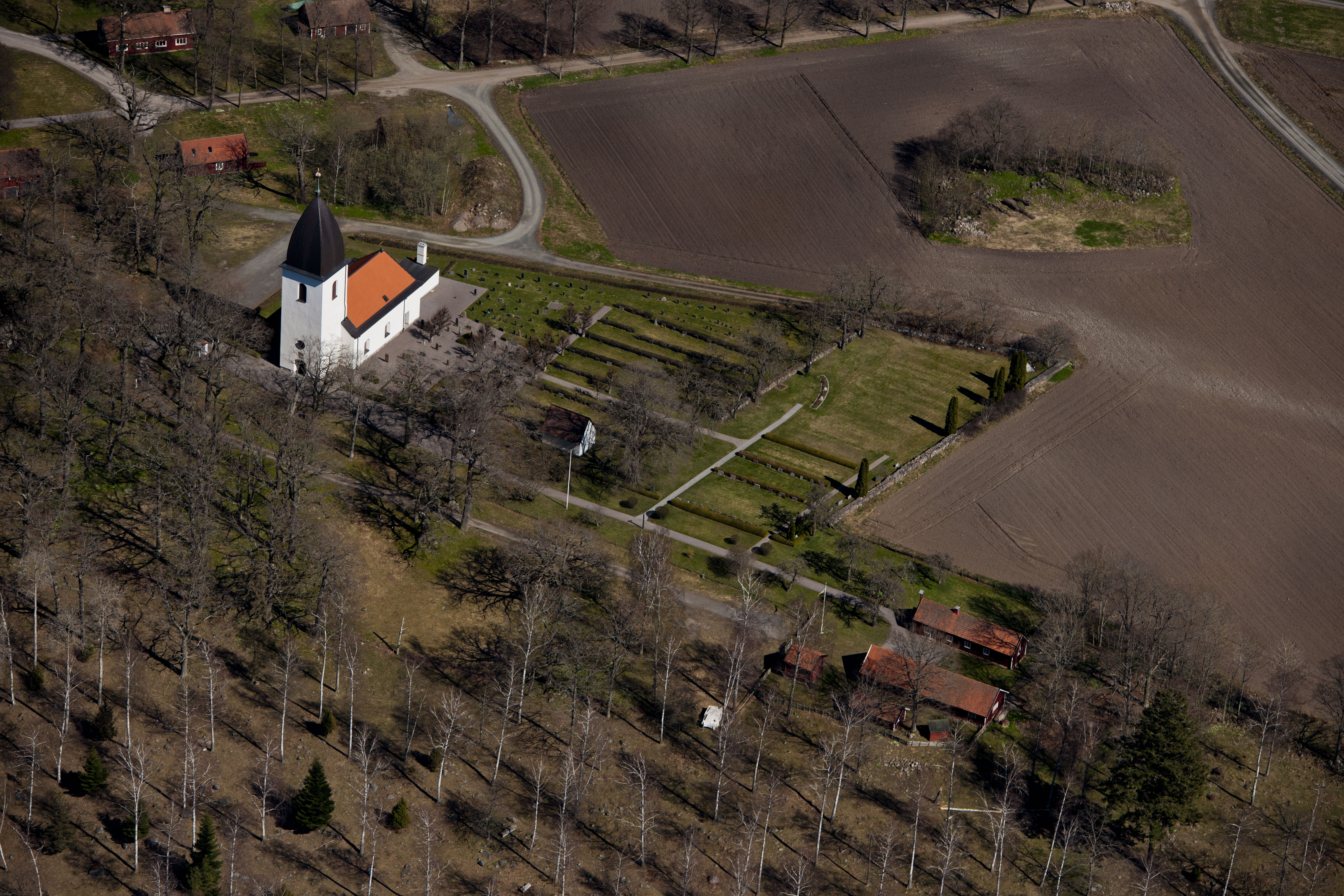
Kyrkbyn från skyn
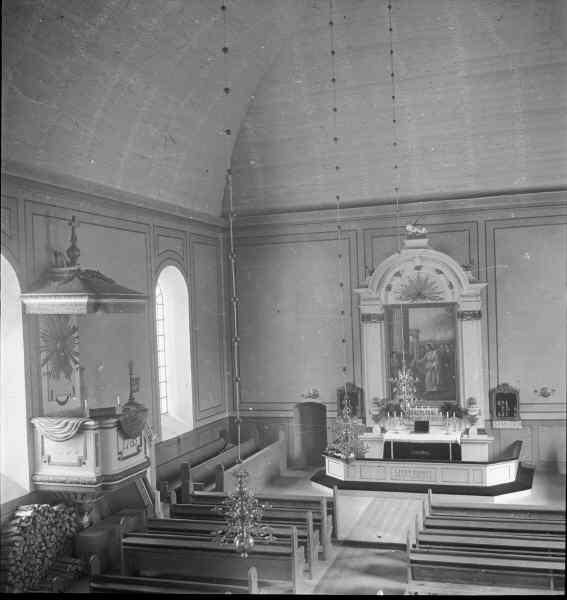
Interiör år 1935.
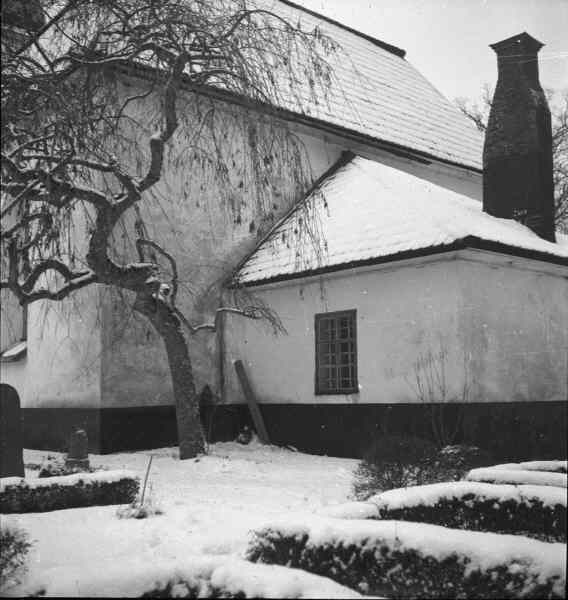
Mot sydost år 1935.
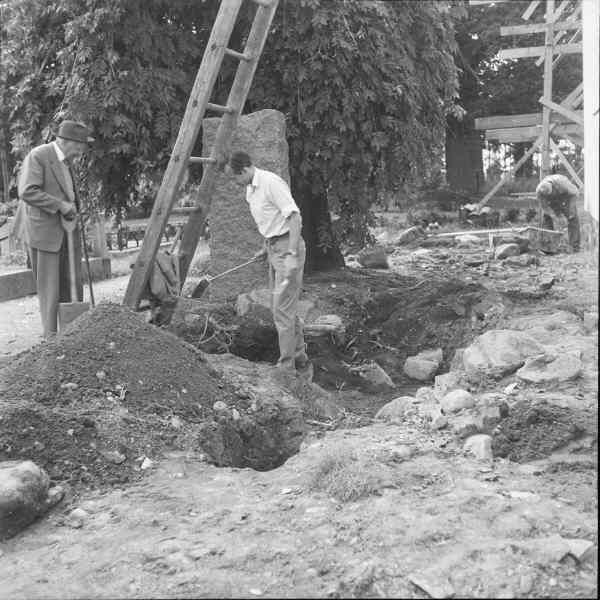
Under återuppbyggnaden 1960 hittades en av äldre stenmur, fotat från nordost.
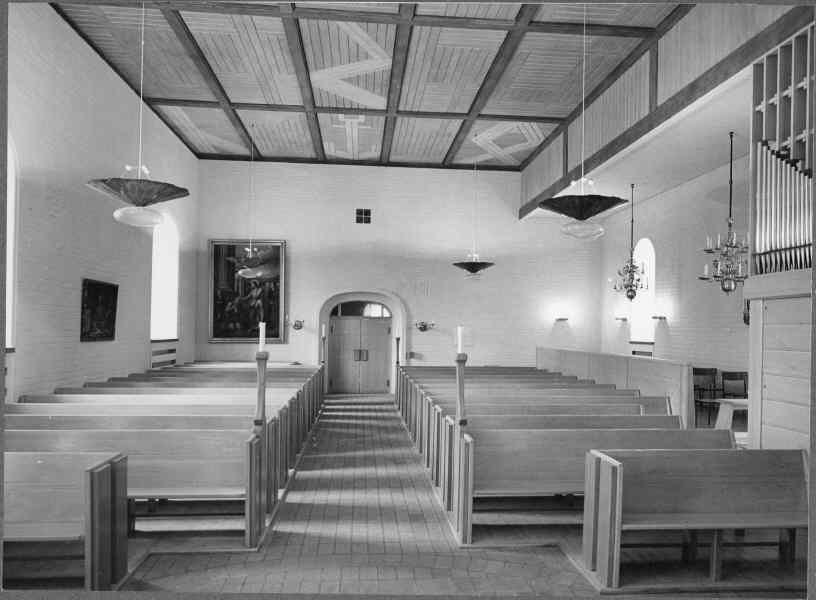
Interiör efter återuppbyggnaden.